# Božo Kovačević (polityk)
Božo Kovačević (ur. 11 stycznia 1955 w Pakracu) – chorwacki filozof, polityk, dyplomata i publicysta.

## Życiorys
W 1979 roku ukończył studia na kierunku filozofii i socjologii na Wydziale Filozoficznym Uniwersytetu w Zagrzebiu.
W 1989 roku był współzałożycielem Chorwackiej Partii Socjalliberalnej (chorw. Hrvatska socijalno-liberalna stranka). Został jej wiceprzewodniczącym. W 1998 roku współzałożył także Partię Liberalną (chorw. Liberalna stranka).
W latach 1992–2000 zasiadał w parlamencie. W latach 2000–2003 sprawował funkcję ministra ochrony środowiska. W latach 2003–2008 był ambasadorem Republiki Chorwacji w Moskwie.
Został wykładowcą na zagrzebskiej akademii dyplomatycznej Visoka škola međunarodnih odnosa i diplomacije Dag Hammarskjöld. Na Uniwersytecie w Zagrzebiu wykładał także filozofię i socjologię. Jest także publicystą. Był założycielem i redaktorem naczelnym pisma Gordogan.

## Wybrane publikacje
(opracowano na podstawie materiału źródłowego)
- Slučaj zagrebačkih revizionista (1989)
- Psihoanaliza i ljevica (1989)
- Svijet poslije Hladnoga rata: teorija i praksa međunarodnih odnosa (2015)
- Promišljanje politike (2021)
- Izvanredno stanje: povijest, pandemija, panslavizam (2023)